# Xylophis captaini
Xylophis captaini е вид влечуго от семейство Смокообразни (Colubridae).

## Разпространение
Видът е разпространен в Индия (Керала и Тамил Наду).